# Schubart-Literaturpreis
Der Schubart-Literaturpreis der Stadt Aalen ist ein Literaturpreis, den die Stadt Aalen 1955 zu Ehren Christian Friedrich Daniel Schubarts stiftete. Er gehört zu den ältesten Literaturpreisen des Landes Baden-Württemberg. 
Der Schubart-Literaturpreis wird im zweijährigen Turnus verliehen.

## Auswahlverfahren
Die Auszeichnung wird an deutschsprachige Autorinnen und Autoren verliehen, deren literarische oder journalistische Leistung „in der Tradition des freiheitlichen und aufklärerischen Denkens von Schubart stehen“. 
Ursprünglich sollten mit dem Literaturpreis, neben eigentlichen Werken über Schubart, auch literarische oder wissenschaftliche Arbeiten gefördert werden, die der „Kräftigung des bürgerlichen Selbstverständnisses“ dienen und einer öffentlichen Auszeichnung würdig sind. 
Durch die Änderungen des Statuts in den vergangenen zwei Jahrzehnten wurden die Grenzen der für den Preis in Frage kommenden Werke weiter gefasst. Der Preis kann an Personen verliehen werden, deren literarische Leistung in der Tradition des freiheitlichen und aufklärerischen Denkens von Christian Friedrich Daniel Schubart steht. 

## Schubart-Literaturpreisjury
Jurymitglieder sind (Stand 2025)
- Tilla Fuchs
- Dr. Stefan Kister
- Anne-Dore Krohn
- Denis Scheck
- Michael Weiler
- Miriam Zeh

## Preisgeld
Der Schubart-Literaturpreis ist mit 20.000 Euro dotiert (Stand 2025). Bis 2013 betrug die Summe noch 12.000 Euro, die bei mehreren Preisträgern entsprechend geteilt wurde; diese Möglichkeit besteht seit der Erhöhung des Preisgeldes auf zwischenzeitlich 15.000 Euro nicht mehr.
Seit 2011 wird auch ein Schubart-Literaturförderpreis vergeben, der mit 7500 Euro (Stand 2025; bis 2013 mit 3000 Euro, danach mit 5000 Euro) dotiert ist.

## Preisträger
- 1956: Hugo Theurer, Eduard Thom
- 1958: keine Verleihung
- 1960: Paul Wanner, Ernst Häußinger, Bernhard Hildebrand
- 1962: keine Arbeiten eingereicht
- 1964: Heinz Rainer Reinhardt, Konrad Winkler, Wilhelm Koch, Kurt Hermann Seidel
- 1966: keine Verleihung
- 1968: Michael Mann, Hartmann Ulmschneider
- 1970: keine Verleihung
- 1972: Peter Lahnstein, Josef W. Janker
- 1974: Peter Härtling, Ernst R. Hauschka, Rolf Hellmut Foerster
- 1976: Dieter Narr, Margarete Hannsmann
- 1978: Richard Schmid, Horst Brandstätter, Georg Holzwarth
- 1980: Reinhard Siegert, Werner Dürrson, Roland Lang
- 1982: Otto Borst, Hartmut Müller, Peter Spranger
- 1984: Gerhard Storz, Walther Dürr, Dieter Wieland
- 1986: Kurt Honolka, Hartmut Geerken
- 1989: Eveline Hasler, Dieter Schlesak, Jürgen Walter
- 1991: Hermann Glaser, Karlheinz Bauer, Helmut Pfisterer
- 1993: Thomas Rosenlöcher, Henrike Leonhardt, Axel Kuhn
- 1995: Ralph Giordano, Hermann Baumhauer
- 1997: Alice Schwarzer
- 1999: Gabriele Goettle, Hellmut G. Haasis
- 2001: Robert Gernhardt, Hartmut Schick
- 2003: Uwe Timm
- 2005: Henryk M. Broder[3]
- 2007: Friedrich Christian Delius[4]
- 2009: Peter Schneider[5]
- 2011: Hans Christoph Buch, Förderpreis: Timo Brunke, Sonderpreis: Bernd Jürgen Warneken[6]
- 2013: Jenny Erpenbeck, Förderpreis: Patricia Görg[7]
- 2015: Katja Petrowskaja, Förderpreis: Karen Köhler[8]
- 2017: Saša Stanišić, Förderpreis: Isabelle Lehn[9]
- 2019: Daniel Kehlmann für Tyll; Förderpreis: Nora Krug für Heimat. Ein deutsches Familienalbum[10]
- 2021: Monika Helfer für Die Bagage; Förderpreis: Verena Güntner für Power
- 2023: Julia Schoch für Das Vorkommnis; Förderpreis: Slata Roschal für 153 Formen des Nichtseins
- 2025: Christoph Peters für Innerstädtischer Tod, Förderpreis: Grit Krüger für Tunnel[11]